# 三碘化磷
三碘化磷是一种无机化合物，化学式PI3。可以和水剧烈反应。

## 化学性质
三碘化磷可以和水剧烈反应，产生亚磷酸和碘化氢，产物中也有少量杂质如磷化氢和含有P-P键的化合物。
三碘化磷也是个强还原剂和脱氧剂。它可以还原亚砜到硫醚，即使在-78℃也可以完成反应。

## 制备
常用的制备方法是单质直接化合，由碘和白磷在二硫化碳溶剂中反应得到。
P4  +  6 I2  →  4 PI3
另一种方法是将PCl3转化为PI3，这需要碘化氢或某些特定金属的碘化物来完成这个转化。

## 应用
三碘化磷常用于实验室的一级或二级醇对烷基碘化物的转化。 例如甲醇转化为碘甲烷的反应:
PI3  +  3 CH
3OH  →  3 CH
3I  +  H
3PO
3